# Esquirol de Peters
L'esquirol de Peters (Sciurus oculatus) és una espècie de rosegador de la família dels esciúrids. És endèmic de Mèxic, on viu a altituds d'entre 500 i 3.600 msnm. Surt poc quan fa fred. Els seus hàbitats naturals són les pinedes, les rouredes i les muntanyes àrides. És una espècie en risc mínim, és a dir, no sembla que hi hagi cap amenaça significativa per a la seva supervivència.
L'espècie fou anomenada en honor del naturalista alemany Wilhelm Peters.